# Distretto di Nysa
Il distretto di Nysa (in polacco powiat nyski) è un distretto polacco appartenente al voivodato di Opole.

## Geografia antropica

### Suddivisioni amministrative
Il distretto comprende 9 comuni.
- Comuni urbano-rurali: Głuchołazy, Korfantów, Nysa, Otmuchów, Paczków
- Comuni rurali: Kamiennik, Łambinowice, Pakosławice, Skoroszyce